# VAMPS LIVE 2014-2015
『VAMPS LIVE 2014-2015』（ヴァンプス ライヴ にせんじゅうよん にせんじゅうご）は日本のロックユニット、VAMPSのライヴビデオ。2015年6月24日発売。発売元はユニバーサルミュージック内のレーベル、Delicious Deli Records。

## 解説
前作『VAMPS LIVE 2014: LONDON』以来約1年ぶり8作目となる映像作品のリリース。
本作品は、VAMPSが2014年10月に発表した3rdアルバム『BLOODSUCKERS』を引っ提げて、日本全国のライヴハウスをまわったライヴツアー「VAMPS LIVE 2014-2015」のファイナルとなるZepp Tokyo公演の模様を収録したライヴビデオである。このツアーは、連日同会場でライヴを行う"籠城型ツアー"というVAMPSが確立したスタイルで行われており、本作には各メンバーのプレイやHYDEが客席にダイブするシーンなどが収録されており、臨場感あふれるカメラワークが見所の作品に仕上げられている。なお、本作に収められた公演の模様は、日本国内の映画館でライヴビューイング、海外向けにライヴネット配信が行われている。
フィジカルはBlu-ray Disc及びDVDの2種類で発売されており、Blu-ray版は初回限定盤A（BD）と通常盤A（BD）の2形態、DVD版は初回限定盤B（2DVD）と通常盤B（DVD）の2形態でリリースされた。初回限定盤Aと初回限定盤Bにはライヴ映像に加え、約3ヶ月間に渡るツアーに密着したドキュメンタリー映像、そしてブックレットが付属している。また、通常盤Aと通常盤Bには初回盤とは異なる仕様のブックレット、ステッカーが付属している。なお、通常盤AはUNIVERSAL MUSIC STORE限定で、クラッチバッグやTシャツ、ハンドタオルなどの特典を付けたUNIVERSAL MUSIC STORE仕様バージョンが販売されている。

## 収録曲
- DVD版（初回限定盤のみ）は2枚に、BD版は1枚に収録。「VAMPS LIVE 2014-2015 DOCUMENTARY」からDisc2となる。

1. MIDNIGHT CELEBRATION
2. LIPS
3. LIVE WIRE
4. THE PAST
5. GET AWAY
6. DAMNED
7. EVIL
8. VAMPIRE'S LOVE
9. GHOST
10. ZERO
11. AHEAD
12. ANGEL TRIP
13. THE JOLLY ROGER
14. BLOODSUCKERS
15. KYUKETSU -SATSUGAI VAMPS Ver.-
16. DEVIL SIDE
17. SWEET DREAMS
18. LOVE ADDICT
19. SEX BLOOD ROCK N' ROLL

- 初回限定盤：VAMPS LIVE 2014-2015 DOCUMENTARY